# C/2013 V5 (Укаймеден)
C/2013 V5 (Укаймеден) — ретроградная комета из облака Оорта, открытая 12 ноября 2013 года в обсерватории Укаймеден с использованием телескопа диаметром 0,5 метра при видимой звёздной величине объекта 19,4.
С 5 мая 2014 года до 18 июля 2014 года элонгация кометы относительно Солнца составляла менее 30 градусов.К концу августа 2014 года комета увеличила блеск до 8 звёздной величины, благодаря чему комета стала доступна для наблюдения в маленькие телескопы и бинокли. Объект пересёк небесный экватор 30 августа 2014 года, после чего комета перешла в южное полушарие небесной сферы. 16 сентября 2014 года комета прошла на расстоянии 0,48 а.е. от Земли. В моменты наибольшего блеска видимая звёздная величина составила 6,2, в середине сентября 2014 года, но при этом элонгация составила всего лишь 35 градусов относительно Солнца. 20 сентября 2014 года комета наблюдалась аппаратом STEREO HI-1B. Комета прошла перицентр 28 сентября 2014 года на расстоянии около 0,625 а.е. от Солнца.
C/2013 V5 является молодой кометой с точки зрения динамики. Комета появилась из облака Оорта и обладает слабо связанной орбитой, подверженной возмущениям со стороны галактического прилива и пролетающих мимо Солнечной системы звёзд. До попадания в область планет (эпоха 1950 года) C/2013 V5 обладала периодом обращения порядка нескольких миллионов. После ухода из области планет (эпоха 2050 года) комета будет обладать периодом обращения порядка 6000 лет.